# Amegilla atripes
Amegilla atripes är en biart som först beskrevs av Heinrich Friese 1922.  Amegilla atripes ingår i släktet Amegilla och familjen långtungebin. Inga underarter finns listade i Catalogue of Life.